# Lemnetalia minoris
Lemnetalia minoris (R.Tx. 1955) – syntakson w randze rzędu należący do klasy Lemnetea minoris. Zbiorowisko roślinne wodne grupujące organizmy pleustonowe. 

## Charakterystyka
Zbiorowiska roślinności pleustonowej głównie rzęsy, zazwyczaj w towarzystwie innych, wyżej zorganizowanych zbiorowisk roślinności wodnej i szuwarowej. 
WystępowaniePospolite na terenie całego kraju, na powierzchni wód stojących i wolno płynących.
Charakterystyczna kombinacja gatunków
ChCl., ChO. : rzęsa drobna (Lemna minor), spirodela wielokorzeniowa (Spirodela polyrhiza), wolfia bezkorzeniowa (Wolffia arrhiza)
Podkategorie syntaksonomiczne
W obrębie syntaksonu wyróżniane są następujące związki występujące w Polsce:
- Lemnion gibbae
- Riccio fluitantis-Lemnion trisulcae
- Lemno minoris-Salvinion natantis